# Međuhana
Međuhana (izvirno srbsko Међухана) je naselje v Srbiji, ki upravno spada pod Občino Blace; slednja pa je del Topliškega upravnega okraja.

## Demografija
V naselju živi 169 polnoletnih prebivalcev, pri čemer je njihova povprečna starost 51,0 let (48,2 pri moških in 53,8 pri ženskah). Naselje ima 70 gospodinjstev, pri čemer je povprečno število članov na gospodinjstvo 2,67.
To naselje je, glede na rezultate popisa iz leta 2002, večinoma srbsko, a v času zadnjih treh popisov je opazno zmanjšanje števila prebivalcev.
|  |

| Demografija | Demografija     | Demografija     |
| Leto        | Št. prebivalcev | Št. prebivalcev |
| ----------- | --------------- | --------------- |
|             |                 |                 |
|             |                 |                 |
|             |                 |                 |
|             |                 |                 |
| 1948        | 493             |                 |
| 1953        | 538             |                 |
| 1961        | 429             |                 |
| 1971        | 356             |                 |
| 1981        | 302             |                 |
| 1991        | 263             | 253             |
| 2002        | 196             | 187             |
|             |                 |                 |

| Etnična sestava po popisu iz leta 2002 | Etnična sestava po popisu iz leta 2002 | Etnična sestava po popisu iz leta 2002 | Etnična sestava po popisu iz leta 2002 | Etnična sestava po popisu iz leta 2002 |
| -------------------------------------- | -------------------------------------- | -------------------------------------- | -------------------------------------- | -------------------------------------- |
| Srbi                                   | Srbi                                   |                                        | 186                                    | 99,46%                                 |
| Neznano                                | Neznano                                |                                        | 1                                      | 0,53%                                  |